# Premio Alex
Il Premio Alex (detto anche Alex Awards) è un premio letterario statunitense istituito nel 1998, assegnato ai dieci libri pubblicati durante l'anno precedente che pur essendo indirizzati agli adulti si valuta abbiano una speciale attrattiva anche sui giovani lettori, soprattutto quelli tra i 12 e i 18 anni di età.
Il premio è stato istituito in onore della bibliotecaria di Baltimora Margaret Alexander Edwards, conosciuta come Alex, ed è patrocinato dalla Margaret Alexander Edwards Trust e dalla rivista Booklist. I libri da premiare vengono scelti tra tutti i titoli pubblicati nel corso dell'anno precedente.
A partire dal 2002 il concorso è gestito dalla Young Adult Library Services Association (YALSA), una divisione della American Library Association (ALA).
Il primo autore ad essere stato premiato per due volte è Neil Gaiman, nel 2000 con Stardust e nel 2006 con Anansi Boys.

## Albo d'oro
| Anno | Vincitore                                        | Titolo originale                                                                                                | Titolo italiano                                                              |
| ---- | ------------------------------------------------ | --- | ---------------------------------------------------------------------------- |
| 2025 | Melissa Blake                                    | Beautiful People: My Thirteen Truths About Disability                                                           |                                                                              |
|      | David F. Walker                                  | Big Jim and the White Boy: An American Classic Reimagined                                                       |                                                                              |
|      | Eve J. Chung                                     | Daughters of Shandong                                                                                           | Le figlie di Shandong                                                        |
|      | P. Djèlí Clark                                   | The Dead Cat Tail Assassins                                                                                     |                                                                              |
|      | Kristen Perrin                                   | How to Solve Your Own Murder                                                                                    | Una ficcanaso in meno                                                        |
|      | Lara Pickle                                      | I Feel Awful, Thanks                                                                                            |                                                                              |
|      | Stephen Graham Jones                             | I Was a Teenage Slasher                                                                                         |                                                                              |
|      | Rosie Hewlett                                    | The Witch of Colchis                                                                                            |                                                                              |
|      | Henry H. Neff                                    | The Witchstone                                                                                                  |                                                                              |
|      | Marjane Satrapi                                  | Woman, Life, Freedom                                                                                            | Donna, vita, libertà                                                         |
| 2024 | Nana Kwame Adjei-Brenyah                         | Chain-Gang All-Stars                                                                                            | Catene di gloria                                                             |
|      | Darrin Bell                                      | The Talk |                                                                              |
|      | Jessica George                                   | Maame |                                                                              |
|      | Jessica Johns                                    | Bad Cree |                                                                              |
|      | Khashayar J. Khabushani                          | I Will Greet the Sun Again                                                                                      | Saluterò di nuovo il sole                                                    |
|      | Daniel Kraus                                     | Whalefall |                                                                              |
|      | Oksana Masters                                   | The Hard Parts: A Memoir of Courage and Triumph                                                                 |                                                                              |
|      | John Scalzi                                      | Starter Villain                                                                                                 | L'eredità di Charlie                                                         |
|      | Jade Song                                        | Chlorine |                                                                              |
|      | Rebecca Yarros                                   | Fourth Wing | Fourth Wing                                                                  |
| 2023 | Sophie Irwin                                     | A Lady’s Guide to Fortune-Hunting                                                                               | Manuale per signorine in cerca di un marito (ricco)                          |
|      | R. F. Kuang                                      | Babel, or the Necessity of Violence                                                                             |                                                                              |
|      | Jennette McCurdy                                 | I'm Glad My Mom Died                                                                                            | Sono contenta che mia mamma è morta                                          |
|      | Jarrett Melendez                                 | Chef's Kiss |                                                                              |
|      | Sara Nović                                       | True Biz |                                                                              |
|      | Jamila Rowser                                    | Wash Day Diaries                                                                                                |                                                                              |
|      | John Scalzi                                      | The Kaiju Preservation Society                                                                                  |                                                                              |
|      | James Spooner                                    | The High Desert: Black. Punk. Nowhere.                                                                          |                                                                              |
|      | Sue Lynn Tan                                     | Daughter of the Moon Goddess                                                                                    |                                                                              |
|      | Genevieve Gornichec                              | Solito: A Memoir                                                                                                | Se piovessero stelle su questo deserto: una storia vera                      |
| 2022 | Marianne Cronin                                  | The One Hundred Years of Lenni and Margot                                                                       | I cent’anni di Lenni e Margot                                                |
|      | Kareem Rosser                                    | Crossing the Line                                                                                               |                                                                              |
|      | Will Leitch                                      | How Lucky |                                                                              |
|      | T. L. Huchu                                      | The Library of the Dead                                                                                         |                                                                              |
|      | Ryka Aoki                                        | Light from Uncommon Stars                                                                                       |                                                                              |
|      | Rachel Smythe                                    | Lore Olympus | Lore Olympus                                                                 |
|      | Heather Walter                                   | Malice |                                                                              |
|      | Kate Quinn                                       | The Rose Code                                                                                                   |                                                                              |
|      | Everina Maxwell                                  | Winter's Orbit                                                                                                  |                                                                              |
|      | Genevieve Gornichec                              | The Witch's Heart                                                                                               |                                                                              |
| 2021 | Rebecca Roanhorse                                | Black Sun |                                                                              |
|      | TJ Klune                                         | The House in the Cerulean Sea                                                                                   | La casa sul mare celeste                                                     |
|      | Colin O'Brady                                    | The Impossible First: From Fire to Ice - Crossing Antarctica Alone                                              | Una sfida impossibile: l'Antartide in solitaria                              |
|      | Derf Backderf                                    | Kent State: Four Dead in Ohio                                                                                   |                                                                              |
|      | Gretchen Anthony                                 | The Kids Are Gonna Ask                                                                                          |                                                                              |
|      | Stephen Graham Jones                             | The Only Good Indians                                                                                           | Gli unici indiani buoni                                                      |
|      | Emily Danforth                                   | Plain Bad Heroines                                                                                              |                                                                              |
|      | Tochi Onyebuchi                                  | Riot Baby | I figli della discordia                                                      |
|      | Allie Brosh                                      | Solutions and Other Problems                                                                                    |                                                                              |
|      | Quan Barry                                       | We Ride Upon Sticks: A Novel                                                                                    |                                                                              |
| 2020 | C.A. Fletcher                                    | A Boy and His Dog at the End of the World                                                                       |                                                                              |
|      | Temi Oh                                          | Do You Dream of Terra-Two?                                                                                      |                                                                              |
|      | Angie Cruz                                       | Dominicana | Dominicana                                                                   |
|      | Maia Kobabe                                      | Gender Queer: A Memoir                                                                                          |                                                                              |
|      | Tegan and Sara                                   | High School |                                                                              |
|      | AJ Dungo                                         | In Waves | A ondate                                                                     |
|      | Seanan McGuire                                   | Middlegame |                                                                              |
|      | Colson Whitehead                                 | The Nickel Boys                                                                                                 | I ragazzi della Nickel                                                       |
|      | Casey McQuiston                                  | Red, White & Royal Blue                                                                                         | Rosso, bianco & sangue blu                                                   |
|      | Lisa Lutz                                        | The Swallows |                                                                              |
| 2019 | P. Djèlí Clark                                   | The Black God’s Drums                                                                                           |                                                                              |
|      | Meghan MacLean Weir                              | The Book of Essie                                                                                               |                                                                              |
|      | Madeline Miller                                  | Circe | Circe                                                                        |
|      | Tara Westover                                    | Educated: A Memoir                                                                                              | L'educazione                                                                 |
|      | Clemantine Wamariya e Elizabeth Weil             | The Girl Who Smiled Beads: A Story of War and What Comes After                                                  | La ragazza che sorrideva perline: una storia di guerra, di vita, di speranza |
|      | Sam Graham-Felsen                                | Green |                                                                              |
|      | David Small                                      | Home After Dark                                                                                                 | Quando si fa buio                                                            |
|      | N. K. Jemisin                                    | How Long ’Til Black Future Month?                                                                               |                                                                              |
|      | Jonathan Evison                                  | Lawn Boy | Il giardiniere                                                               |
|      | Naomi Novik                                      | Spinning Silver                                                                                                 |                                                                              |
| 2018 | Martha Wells                                     | All Systems Red                                                                                                 |                                                                              |
|      | Daniel H. Wilson                                 | The Clockwork Dynasty                                                                                           |                                                                              |
|      | Seanan McGuire                                   | Down Among the Sticks and Bones                                                                                 |                                                                              |
|      | Eve L. Ewing                                     | Electric Arches                                                                                                 |                                                                              |
|      | Melissa Fleming                                  | A Hope More Powerful Than the Sea                                                                               | Più profondo del mare                                                        |
|      | Joey Comeau                                      | Malagash |                                                                              |
|      | Jeff Lemire                                      | Roughneck |                                                                              |
|      | Jordan Harper                                    | She Rides Shotgun                                                                                               | Educazione criminale                                                         |
|      | Tasha Kavanagh                                   | Things We Have in Common                                                                                        |                                                                              |
|      | Kat Howard                                       | An Unkindness of Magicians                                                                                      |                                                                              |
| 2017 | Sarah Beth Durst                                 | The Queen of Blood                                                                                              |                                                                              |
|      | Manuel Gonzales                                  | The Regional Office is Under Attack!                                                                            |                                                                              |
|      | Diane Guerrero with Michelle Burford             | In the Country We Love: My Family Divided                                                                       |                                                                              |
|      | Hannah Hart                                      | Buffering: Unshared Tales of a Life Fully Loaded                                                                |                                                                              |
|      | Holly Jennings                                   | Arena |                                                                              |
|      | Seanan McGuire                                   | Every Heart a Doorway                                                                                           |                                                                              |
|      | Ryan North                                       | Romeo and/or Juliet: A Choosable-Path Adventure                                                                 |                                                                              |
|      | Rob Rufus                                        | Die Young with Me: A Memoir                                                                                     |                                                                              |
|      | Matt Simon                                       | The Wasp that Brainwashed the Caterpillar                                                                       |                                                                              |
|      | Scott Stambach                                   | The Invisible Life of Ivan Isaenko                                                                              | La vita invisibile di Ivan Isaenko                                           |
| 2016 | Ryan Gattis                                      | All Involved | Giorni di fuoco                                                              |
|      | Ta-Nehisi Coates                                 | Between the World and Me                                                                                        |                                                                              |
|      | Camille DeAngelis                                | Bones & All | Fino all'osso                                                                |
|      | David Wong                                       | Futuristic Violence and Fancy Suits                                                                             |                                                                              |
|      | Sara Nović                                       | Girl at War |                                                                              |
|      | Joe Abercrombie                                  | Half the World                                                                                                  |                                                                              |
|      | Brandon Stanton                                  | Humans of New York: Stories                                                                                     |                                                                              |
|      | Liz Suburbia                                     | Sacred Heart |                                                                              |
|      | Dan-el Padilla Peralta                           | Undocumented: A Dominican Boy's Odyssey from a Homeless Shelter to the Ivy League                               |                                                                              |
|      | Keija Parssinen                                  | The Unraveling of Mercy Louis                                                                                   |                                                                              |
| 2015 | Anthony Doerr                                    | All the Light We Cannot See                                                                                     |                                                                              |
|      | Kate Racculia                                    | Rhapsody |                                                                              |
|      | James A. Levine                                  | Bingo's Run |                                                                              |
|      | Kanae Minato                                     | Confessions | Confessione                                                                  |
|      | Celeste Ng                                       | Everything I Never Told You                                                                                     | Quello che non ti ho mai detto                                               |
|      | John Scalzi                                      | Lock In |                                                                              |
|      | Andy Weir                                        | The Martian | L'uomo di Marte                                                              |
|      | Zak Ebrahim                                      | The Terrorist's Son: A Story of Choice                                                                          |                                                                              |
|      | Michael Koryta                                   | Those Who Wish Me Dead                                                                                          |                                                                              |
|      | John Darnielle                                   | Wolf in White Van                                                                                               | Il lupo nel furgone bianco                                                   |
| 2014 | Mark Slouka                                      | Brewster | L'età delle promesse                                                         |
|      | Lisa O’Donnell                                   | The Death of Bees                                                                                               | La morte delle api                                                           |
|      | Abigail Tarttelin                                | Golden Boy |                                                                              |
|      | John Searles                                     | Help for the Haunted                                                                                            | Non rispondere                                                               |
|      | Max Barry                                        | Lexicon: A Novel                                                                                                |                                                                              |
|      | Wesley Chu                                       | Lives of Tao |                                                                              |
|      | Koren Zailckas                                   | Mother, Mother                                                                                                  |                                                                              |
|      | Lucy Knisley                                     | Relish: My Life in the Kitchen                                                                                  |                                                                              |
|      | Katja Millay                                     | The Sea of Tranquility                                                                                          |                                                                              |
|      | Gavin Extence                                    | The Universe Versus Alex Woods                                                                                  | Lo strano mondo di Alex Woods                                                |
| 2013 | David Zimmerman                                  | Caring is Creepy                                                                                                |                                                                              |
|      | Tupelo Hassman                                   | Girlchild |                                                                              |
|      | Richard Ross                                     | Juvenile in Justice                                                                                             |                                                                              |
|      | Robin Sloan                                      | Mr. Penumbra's 24-Hour Bookstore                                                                                | Il segreto della libreria sempre aperta                                      |
|      | Derf Backderf                                    | My Friend Dahmer                                                                                                |                                                                              |
|      | Chris Ballard                                    | One Shot at Forever                                                                                             |                                                                              |
|      | Julianna Baggott                                 | Pure | I sopravvissuti                                                              |
|      | Louise Erdrich                                   | The Round House                                                                                                 |                                                                              |
|      | Carol Rifka Brunt                                | Tell the Wolves I'm Home                                                                                        | Promettimi che ci sarai                                                      |
|      | Maria Semple                                     | Where'd You Go, Bernadette?                                                                                     | Dove vai Bernadette?                                                         |
| 2012 | Rachel DeWoskin                                  | Big Girl Small                                                                                                  |                                                                              |
|      | Jo Ann Beard                                     | In Zanesville                                                                                                   |                                                                              |
|      | David Levithan                                   | The Lover's Dictionary                                                                                          |                                                                              |
|      | Brooke Hauser                                    | The New Kids: Big Dreams and Brave Journeys at a High School for Immigrant Teens                                |                                                                              |
|      | Erin Morgenstern                                 | The Night Circus                                                                                                |                                                                              |
|      | Ernest Cline                                     | Ready Player One                                                                                                |                                                                              |
|      | Daniel H. Wilson                                 | Robopocalypse                                                                                                   |                                                                              |
|      | Jesmyn Ward                                      | Salvage the Bones                                                                                               |                                                                              |
|      | Caroline Preston                                 | The Scrapbook of Frankie Pratt: A Novel in Pictures                                                             |                                                                              |
|      | Roland Merullo                                   | The Talk-Funny Girl                                                                                             |                                                                              |
| 2011 | DC Pierson                                       | The Boy Who Couldn't Sleep and Never Had To                                                                     |                                                                              |
|      | Liz Murray                                       | Breaking Night: A Memoir of Forgiveness, Survival, and My Journey from Homeless to Harvard                      |                                                                              |
|      | Jean Kwok                                        | Girl in Translation                                                                                             |                                                                              |
|      | Peter Bognanni                                   | The House of Tomorrow                                                                                           |                                                                              |
|      | Steve Hamilton                                   | The Lock Artist                                                                                                 | Combinazione mortale                                                         |
|      | Aimee Bender                                     | The Particular Sadness of Lemon Cake                                                                            | L'inconfondibile tristezza della torta al limone                             |
|      | Matt Haig                                        | The Radleys |                                                                              |
|      | Alden Bell                                       | The Reapers Are the Angels                                                                                      |                                                                              |
|      | Emma Donoghue                                    | Room | Stanza, letto, armadio, specchio                                             |
|      | Helen Grant                                      | The Vanishing of Katharina Linden                                                                               |                                                                              |
| 2010 | William Kamkwamba e Bryan Mealer                 | The Boy Who Harnessed the Wind                                                                                  | Il Ragazzo che catturò il vento                                              |
|      | Meg Rosoff                                       | The Bride's Farewell                                                                                            |                                                                              |
|      | Ron Currie                                       | Everything Matters!                                                                                             | Ogni Cosa è importante                                                       |
|      | David Finkel                                     | The Good Soldiers                                                                                               | I bravi soldati                                                              |
|      | Diana Welch, Liz Welch, Amanda Welch e Dan Welch | The Kids Are All Right                                                                                          |                                                                              |
|      | Lev Grossman                                     | The Magicians                                                                                                   | Il mago                                                                      |
|      | Peter Rock                                       | My Abandonment                                                                                                  |                                                                              |
|      | Gail Carriger                                    | Soulless: An Alexia Tarabotti Novel                                                                             |                                                                              |
|      | David Small                                      | Stitches | Stitches                                                                     |
|      | Kevin Wilson                                     | Tunneling to the Center of the Earth                                                                            |                                                                              |
| 2009 | David Benioff                                    | City of Thieves                                                                                                 | La città dei ladri                                                           |
|      | Michael Swanwick                                 | The Dragons of Babel                                                                                            |                                                                              |
|      | Zoë Ferraris                                     | Finding Nouf |                                                                              |
|      | Hannah Tinti                                     | The Good Thief                                                                                                  | Il buon ladro                                                                |
|      | Stephen King                                     | Just After Sunset                                                                                               | Al crepuscolo                                                                |
|      | Hillary Jordan                                   | Mudbound | Fiori nel fango                                                              |
|      | Todd Tucker                                      | Over and Under                                                                                                  |                                                                              |
|      | Stephen G. Bloom                                 | The Oxford Project                                                                                              |                                                                              |
|      | Toby Barlow                                      | Sharp Teeth |                                                                              |
|      | Theresa Rebeck                                   | Three Girls and Their Brother                                                                                   |                                                                              |
| 2008 | Matt Ruff                                        | Bad Monkeys |                                                                              |
|      | Jeff Lemire                                      | Essex County Volume 1: Tales from the Farm                                                                      |                                                                              |
|      | Conn Iggulden                                    | Genghis: Birth of an Empire                                                                                     |                                                                              |
|      | Aryn Kyle                                        | The God of Animals                                                                                              | Il dio degli animali                                                         |
|      | Ishmael Beah                                     | A Long Way Gone: Memoirs of a Boy Soldier                                                                       | Memorie di un soldato bambino                                                |
|      | Lloyd Jones                                      | Mister Pip |                                                                              |
|      | Patrick Rothfuss                                 | The Name of the Wind                                                                                            | Il nome del vento                                                            |
|      | Thomas Maltman                                   | The Night Birds                                                                                                 |                                                                              |
|      | Lisa Lutz                                        | The Spellman Files                                                                                              |                                                                              |
|      | Matthew Polly                                    | American Shaolin: Flying Kicks, Buddhist Monks, and the Legend of Iron Crotch: An Odyssey in the New China      |                                                                              |
| 2007 | John Connolly                                    | The Book of Lost Things                                                                                         | Il libro delle cose perdute                                                  |
|      | Ivan Doig                                        | The Whistling Season                                                                                            | La stagione fischiettante                                                    |
|      | Michael D'Orso                                   | Eagle Blue: A Team, A Tribe, and A High School Basketball Season in Arctic Alaska                               |                                                                              |
|      | Sara Gruen                                       | Water for Elephants                                                                                             |                                                                              |
|      | Pamela Carter Joern                              | Floor of the Sky                                                                                                |                                                                              |
|      | John Hamamura                                    | Color of the Sea                                                                                                |                                                                              |
|      | Michael Lewis                                    | The Blind Side: Evolution of a Game                                                                             |                                                                              |
|      | David Mitchell                                   | Black Swan Green                                                                                                |                                                                              |
|      | Ron Rash                                         | The World Made Straight                                                                                         |                                                                              |
|      | Diane Setterfield                                | The Thirteenth Tale                                                                                             | La tredicesima storia                                                        |
| 2006 | Kalisha Buckhanon                                | Upstate |                                                                              |
|      | Neil Gaiman                                      | Anansi Boys | I ragazzi di Anansi                                                          |
|      | Gregory Galloway                                 | As Simple As Snow                                                                                               |                                                                              |
|      | Kazuo Ishiguro                                   | Never Let Me Go                                                                                                 | Non lasciarmi                                                                |
|      | A. Lee Martinez                                  | Gil's All Fright Diner                                                                                          |                                                                              |
|      | Susan Palwick                                    | The Necessary Beggar                                                                                            |                                                                              |
|      | Nancy Rawles                                     | My Jim |                                                                              |
|      | Julia Scheeres                                   | Jesus Land |                                                                              |
|      | Jeannette Walls                                  | The Glass Castle                                                                                                | Il castello di vetro                                                         |
|      | Judy Fong Bates                                  | Midnight at the Dragon Café                                                                                     |                                                                              |
| 2005 | Steve Almond                                     | Candyfreak: A Journey through the Chocolate Underbelly of America                                               |                                                                              |
|      | Lynne Cox                                        | Swimming to Antarctica: Tales of a Long-Distance Swimmer                                                        |                                                                              |
|      | Brendan Halpin                                   | Donorboy |                                                                              |
|      | Robert Kurson                                    | Shadow Divers                                                                                                   |                                                                              |
|      | Kent Meyers                                      | Work of Wolves                                                                                                  |                                                                              |
|      | Ann Patchett                                     | Truth & Beauty: A Friendship                                                                                    |                                                                              |
|      | Jodi Picoult                                     | My Sister's Keeper                                                                                              | La custode di mia sorella                                                    |
|      | Kit Reed                                         | Thinner Than Thou                                                                                               |                                                                              |
|      | Jim Shepard                                      | Project X |                                                                              |
|      | Robert Sullivan                                  | Rats: Observations on the History and Habitat of the City's Most Unwanted Inhabitants                           |                                                                              |
| 2004 | Amanda Davis                                     | Wonder When You'll Miss Me                                                                                      | Mi chiedo quando ti mancherò                                                 |
|      | Mark Haddon                                      | The Curious Incident of the Dog in the Night-time                                                               | Lo strano caso del cane ucciso a mezzanotte                                  |
|      | Khaled Hosseini                                  | The Kite Runner                                                                                                 | Il cacciatore di aquiloni                                                    |
|      | Audrey Niffenegger                               | The Time Traveler's Wife                                                                                        | La moglie dell'uomo che viaggiava nel tempo                                  |
|      | ZZ Packer                                        | Drinking Coffee Elsewhere                                                                                       | Bere caffè da un'altra parte                                                 |
|      | Mary Roach                                       | Stiff | Stecchiti                                                                    |
|      | Mark Salzman                                     | True Notebooks                                                                                                  |                                                                              |
|      | Marjane Satrapi                                  | Persepolis | Persepolis                                                                   |
|      | Jacqueline Winspear                              | Maisie Dobbs |                                                                              |
|      | Bart Yates                                       | Leave Myself Behind                                                                                             |                                                                              |
| 2003 | Lynda Barry                                      | One Hundred Demons                                                                                              |                                                                              |
|      | Pat Conroy                                       | My Losing Season                                                                                                |                                                                              |
|      | Timothy Ferris                                   | Seeing in the Dark: How Backyard Stargazers Are Probing Deep Space and Guarding Earth from Interplanetary Peril |                                                                              |
|      | Jasper Fforde                                    | The Eyre Affair                                                                                                 | Il caso Jane Eyre                                                            |
|      | Mary Lawson                                      | Crow Lake | Il sentiero per Crow Lake                                                    |
|      | Brian Malloy                                     | The Year of Ice                                                                                                 |                                                                              |
|      | Julie Otsuka                                     | When the Emperor Was Divine                                                                                     | Quando l'imperatore era un dio                                               |
|      | Ann Packer                                       | The Dive from Clausen's Pier                                                                                    | Il pontile di Clausen                                                        |
|      | Martha Southgate                                 | The Fall of Rome                                                                                                |                                                                              |
|      | Joseph Weisberg                                  | 10th Grade |                                                                              |
| 2002 | Geraldine Brooks                                 | Year of Wonders: A Novel of the Plague                                                                          | Annus Mirabilis                                                              |
|      | William Doyle                                    | American Insurrection: The Battle of Oxford, Mississippi                                                        |                                                                              |
|      | David Anthony Durham                             | Gabriel's Story                                                                                                 |                                                                              |
|      | Barbara Ehrenreich                               | Nickel and Dimed: On (Not) Getting by in Boom-Time America                                                      |                                                                              |
|      | Leif Enger                                       | Peace Like a River                                                                                              | La pace come un fiume                                                        |
|      | Kobie Kruger                                     | The Wilderness Family: At Home with Africa's Wildlife                                                           |                                                                              |
|      | Donna Morrissey                                  | Kit's Law | Controvento                                                                  |
|      | Mel Odom                                         | The Rover |                                                                              |
|      | Vineeta Vijayaraghavan                           | Motherland |                                                                              |
|      | Rebecca Walker                                   | Black, White, and Jewish: Autobiography of a Shifting Self                                                      |                                                                              |
| 2001 | Darin Strauss                                    | Chang and Eng: A Novel                                                                                          | Chang & Eng                                                                  |
|      | Larry Colton                                     | Counting Coup                                                                                                   |                                                                              |
|      | Juliet Marillier                                 | Daughter of the Forest                                                                                          | La figlia della foresta                                                      |
|      | Alan Watt                                        | Diamond Dogs |                                                                              |
|      | James Bradley e Ron Powers                       | Flags of Our Fathers                                                                                            |                                                                              |
|      | Tracy Chevalier                                  | Girl with a Pearl Earring                                                                                       | La ragazza con l'orecchino di perla                                          |
|      | Nathaniel Philbrick                              | In the Heart of the Sea: The Tragedy of the Whaleship Essex                                                     | Nel cuore dell'oceano. La vera storia della baleniera Essex                  |
|      | Ben Sherwood                                     | The Man Who Ate the 747                                                                                         | L'uomo che mangiò il 747                                                     |
|      | Gillian Bradshaw                                 | The Sand Reckoner                                                                                               |                                                                              |
|      | June Jordan                                      | Soldier: A Poet's Childhood                                                                                     |                                                                              |
| 2000 | David Breashears                                 | High Exposure: An Enduring Passion for Everest and Unforgiving Places                                           |                                                                              |
|      | Orson Scott Card                                 | Ender's Shadow                                                                                                  | L'ombra di Ender                                                             |
|      | Breena Clarke                                    | River, Cross My Heart                                                                                           |                                                                              |
|      | Esme Raji Codell                                 | Educating Esmé: Diary of a Teacher's First Year                                                                 |                                                                              |
|      | Jonathon Scott Fuqua                             | The Reappearance of Sam Webber                                                                                  |                                                                              |
|      | Neil Gaiman                                      | Stardust | Stardust                                                                     |
|      | Linda Greenlaw                                   | The Hungry Ocean: A Swordboat Captain's Journey                                                                 |                                                                              |
|      | Elva Trevino Hart                                | Barefoot Heart: Stories of a Migrant Child                                                                      |                                                                              |
|      | Kent Haruf                                       | Plainsong | Canto della pianura                                                          |
|      | Connie Porter                                    | Imani All Mine                                                                                                  |                                                                              |
| 1999 | Caroline Alexander                               | The Endurance: Shackleton's Legendary Antarctic Expedition                                                      |                                                                              |
|      | James Finney Boylan                              | Getting In |                                                                              |
|      | Andie Dominick                                   | Needles |                                                                              |
|      | John Gilstrap                                    | At All Costs |                                                                              |
|      | Jesse Lee Kercheval                              | Space |                                                                              |
|      | Steve Kluger                                     | Last Days of Summer                                                                                             |                                                                              |
|      | Robert Silverberg                                | Legends: Stories by the Masters of Modern Fantasy                                                               | Legends: Majipoor - Il settimo santuario                                     |
|      | Kim Stanley Robinson                             | Antarctica |                                                                              |
|      | Esmeralda Santiago                               | Almost a Woman                                                                                                  |                                                                              |
|      | Danzy Senna                                      | Caucasia |                                                                              |
| 1998 | David Bodanis                                    | The Secret Family: Twenty-four Hours inside the Mysterious Worlds of Our Minds and Bodies                       | La tua casa segreta: alla scoperta del mondo invisibile che ci circonda      |
|      | Rick Bragg                                       | All Over but the Shoutin'                                                                                       |                                                                              |
|      | Rebecca Carroll                                  | Sugar in the Raw: Voices of Young Black Girls in America                                                        |                                                                              |
|      | Karin Cook                                       | What Girls Learn                                                                                                |                                                                              |
|      | Pete Hamill                                      | Snow in August                                                                                                  | Neve in agosto                                                               |
|      | Sebastian Junger                                 | The Perfect Storm: A True Story of Men against the Sea                                                          | Tempesta perfetta: una storia vera di uomini contro il mare                  |
|      | Jon Krakauer                                     | Into Thin Air: A Personal Account of the Mt. Everest Disaster                                                   | Aria sottile                                                                 |
|      | Velma Maia Thomas                                | Lest We Forget: The Passage from Africa to Slavery and Emancipation                                             |                                                                              |
|      | Dawn Turner Trice                                | Only Twice I've Wished for Heaven                                                                               |                                                                              |
|      | Connie Willis                                    | To Say Nothing of the Dog; or, How We Found the Bishop's Bird Stump at Last                                     |                                                                              |